# Benoît Paul Émile Clapeyron
Benoît Paul Émile Clapeyron (født 26. januar 1799, død 28. januar 1864), var en fransk ingeniør og fysiker.
Clapeyron er skaberen af Idealgasligningen.